# Exequiel Palacios
Exequiel Alejandro Palacios (Famaillá, Tucumán, 5 de octubre de 1998) es un futbolista argentino que juega de centrocampista en el Bayer 04 Leverkusen de la Bundesliga.

## Trayectoria

### River Plate
Debutó en el primer equipo del River Plate con el dorsal 43 durante el torneo local con 17 años, entrando desde el banco de suplentes, frente a Newell's Old Boys de Rosario. En aquella ocasión, el conjunto millonario cayó 2 a 0 en el estadio Monumental.
El 7 de octubre de 2017 convirtió su primer gol oficial jugando contra Defensa y Justicia, luego de haber ingresado a los 43 minutos del primer tiempo por Nicolás de la Cruz.
El 8 de abril de 2018, jugando contra Racing Club, ingresó a los 16 minutos del segundo tiempo por Juan Fernando Quintero. Le dio una asistencia a Rafael Borré en el primer gol del partido y luego convirtió un gol a los 45 minutos del segundo tiempo tras una asistencia de Gonzalo Martínez. El 29 de agosto de ese mismo año volvió a convertirle un gol a Racing, pero por los octavos de final de Copa Libertadores 2018. Marcó el 2-0 parcial para que luego River terminase ganando por 3-0.
El 9 de diciembre de 2018, se consagró campeón con River de la Copa Libertadores 2018.
El 30 de mayo de 2019, se consagró campeón de la Recopa Sudamericana 2019 con River ante Athletico Paranaense, campeón de la Copa Sudamericana 2018. Luego de perder 1-0 en la ida en Curitiba, el equipo millonario se impuso 3-0 en Buenos Aires y consiguió su tercer título de esta competición.
El 23 de noviembre de 2019 fue expulsado en la final de la Copa Libertadores de América que River perdió contra Flamengo.
El 13 de diciembre de 2019 jugó su último partido con la camiseta de River ante Central Córdoba, por la final de la Copa Argentina 2019, ganando por 3-0 y consiguiendo su tercer título.

### Bayer Leverkusen
El día 28 de noviembre de 2019 se hizo oficial su salida del club argentino para incorporarse al equipo alemán. El 14 de abril de 2024, el Bayer Leverkusen goleó 5-0 al Werder Bremen y se consagró campeón de la Bundesliga por primera vez en su historia con cinco fechas de anticipación. El equipo finalizó el torneo de forma invicta con 28 victorias y 6 empates. Palacios disputó 24 partidos en los que marcó 4 goles. Un mes más tarde, el jugador fue parte de la formación titular que perdió la final de la Europa League 2023-24 frente al Atalanta por 3-0. El equipo finalizó la temporada ganando la Copa de Alemania 2023-24 tras derrotar al Kaiserslautern por 1-0 en la final.
El equipo comenzó la temporada 2024-25 consagrándose campeón de la Supercopa de Alemania 2024, venciendo a Stuttgart 4-3 en definición por penales tras empatar 2-2 en tiempo regular.

## Selección nacional

#### Sub-17
El 1 de marzo de 2014 estuvo entre los 18 convocados por el técnico Miguel Ángel Lemme para disputar el Torneo masculino en los Juegos Suramericanos de 2014 con la Sub-17 en el cual ganó la medalla de plata.
El 25 de enero de 2015, Miguel Ángel Lemme incluyó a Exequiel Palacios en la preselección sub-17 de 31 jugadores para disputar el Campeonato Sudamericano Sub-17 a disputarse en Paraguay, de esta nómina quedarán 22 jugadores. Los jugadores se entrenarán de cara al certamen a partir del 26 de enero.
El 20 de febrero de 2015, Lemme, director técnico de la selección argentina sub-17, entregó la lista con los 22 futbolistas convocados para que comenzaran a entrenarse de cara al Campeonato Sudamericano de la categoría que se disputó en el mes de marzo en Paraguay.

#### Sub-20
Fue convocado para el Mundial Sub-20 de 2017.

#### Detalles
| \| N.º \| Fecha \| Estadio \| Local \| Resultado \| Visitante \| Goles \| Asist. \| Competición \| \| ----- \| ---------- \| ----------------------------------------------------- \| --------- \| --------- \| --------- \| ----- \| ------ \| -------------------- \| \| 1 \| 11-03-2014 \| Estadio Bicentenario Municipal, Santiago, Chile \| Argentina \| 5-2 \| Perú \| \| \| Juegos Suramericanos \| \| 2 \| 06-03-2015 \| Estadio Dr. Nicolás Leoz, Asunción, Paraguay \| Argentina \| 1-2 \| Ecuador \| \| \| Sudamericano Sub-17 \| \| 3 \| 08-03-2015 \| Estadio Feliciano Cáceres, Luque, Paraguay \| Uruguay \| 2-1 \| Argentina \| \| \| Sudamericano Sub-17 \| \| 4 \| 10-03-2015 \| Estadio Feliciano Cáceres, Luque, Paraguay \| Argentina \| 4-1 \| Bolivia \| \| \| Sudamericano Sub-17 \| \| 5 \| 14-03-2015 \| Estadio Lic. Erico Galeano Segovia, Capiatá, Paraguay \| Argentina \| 1-0 \| Chile \| \| \| Sudamericano Sub-17 \| \| Total \| \| Presencias \| 5 \| \| Goles \| 0 \| 0 \| \| |            |                                                       |           |           |           |       |        |                      |
| N.º | Fecha      | Estadio                                               | Local     | Resultado | Visitante | Goles | Asist. | Competición          |
| 1 | 11-03-2014 | Estadio Bicentenario Municipal, Santiago, Chile       | Argentina | 5-2       | Perú      |       |        | Juegos Suramericanos |
| 2 | 06-03-2015 | Estadio Dr. Nicolás Leoz, Asunción, Paraguay          | Argentina | 1-2       | Ecuador   |       |        | Sudamericano Sub-17  |
| 3 | 08-03-2015 | Estadio Feliciano Cáceres, Luque, Paraguay            | Uruguay   | 2-1       | Argentina |       |        | Sudamericano Sub-17  |
| 4 | 10-03-2015 | Estadio Feliciano Cáceres, Luque, Paraguay            | Argentina | 4-1       | Bolivia   |       |        | Sudamericano Sub-17  |
| 5 | 14-03-2015 | Estadio Lic. Erico Galeano Segovia, Capiatá, Paraguay | Argentina | 1-0       | Chile     |       |        | Sudamericano Sub-17  |
| Total |            | Presencias                                            | 5         |           | Goles     | 0     | 0      |                      |

No incluye partidos amistosos.

#### Juegos Sudamericanos
| Torneo                       | Sede  | Resultado  | Partidos | Goles |
| ---------------------------- | ----- | ---------- | -------- | ----- |
| Juegos Suramericanos de 2014 | Chile | Subcampeón | 1        | 0     |

#### Participaciones en Sudamericanos
| Torneo                   | Sede     | Resultado  | Partidos | Goles |
| ------------------------ | -------- | ---------- | -------- | ----- |
| Sudamericano Sub-17 2015 | Paraguay | Subcampeón | 5        | 0     |

#### Participaciones en Copas del Mundo
| Torneo                   | Sede          | Resultado      | Partidos | Goles |
| ------------------------ | ------------- | -------------- | -------- | ----- |
| Copa Mundial Sub-17 2015 | Chile         | Fase de grupos | 3        | 0     |
| Copa Mundial Sub-20 2017 | Corea del Sur | Fase de grupos | 3        | 0     |

#### Selección mayor
El 17 de agosto de 2018 fue convocado por Lionel Scaloni, para jugar los amistosos de la selección argentina, el 7 y 11 de septiembre frente a Guatemala y Colombia.
El 12 de noviembre de 2020, contra Paraguay, sufrió un violento rodillazo en la espalda por parte de Ángel Romero que le ocasionó un traumatismo en la columna vertebral. Esto implicaría al menos tres meses de recuperación. La acción fue calificada como "criminal" en los medios especializados.

#### Participaciones en Copas del Mundo
| Mundial           | Sede  | Resultado | Partidos | Goles |
| ----------------- | ----- | --------- | -------- | ----- |
| Copa Mundial 2022 | Catar | Campeón   | 3        | 0     |

#### Participaciones en Copas América
| Torneo            | Sede           | Resultado | Partidos | Goles |
| ----------------- | -------------- | --------- | -------- | ----- |
| Copa América 2021 | Brasil         | Campeón   | 4        | 0     |
| Copa América 2024 | Estados Unidos | Campeón   | 2        | 0     |

#### Participaciones en Copa de Campeones Conmebol-UEFA
| Torneo                               | Sede       | Resultado | Partidos | Goles |
| ------------------------------------ | ---------- | --------- | -------- | ----- |
| Copa de Campeones Conmebol-UEFA 2022 | Inglaterra | Campeón   | 1        | 0     |

## Estadísticas

### Clubes
Actualizado al último partido disputado el 21 de enero de 2025.
| Club                        | Div.          | Temporada     | Liga  | Liga  | Liga   | Copas nacionales | Copas nacionales | Copas nacionales | Copas internacionales | Copas internacionales | Copas internacionales | Total | Total | Total  |
| Club                        | Div.          | Temporada     | Part. | Goles | Asist. | Part.            | Goles            | Asist.           | Part.                 | Goles                 | Asist.                | Part. | Goles | Asist. |
| --------------------------- | ------------- | ------------- | ----- | ----- | ------ | ---------------- | ---------------- | ---------------- | --------------------- | --------------------- | --------------------- | ----- | ----- | ------ |
| C. A. River Plate Argentina | 1.ª           | 2015          | 1     | 0     | 0      | —                | —                | —                | —                     | —                     | —                     | 1     | 0     | 0      |
| C. A. River Plate Argentina | 1.ª           | 2016          | 1     | 0     | 0      | —                | —                | —                | —                     | —                     | —                     | 1     | 0     | 0      |
| C. A. River Plate Argentina | 1.ª           | 2016-17       | 8     | 0     | 1      | 0                | 0                | 0                | 1                     | 0                     | 0                     | 9     | 0     | 1      |
| C. A. River Plate Argentina | 1.ª           | 2017-18       | 9     | 2     | 2      | 1                | 1                | 0                | 3                     | 0                     | 0                     | 13    | 3     | 2      |
| C. A. River Plate Argentina | 1.ª           | 2018-19       | 14    | 1     | 4      | 8                | 2                | 1                | 14                    | 1                     | 2                     | 36    | 4     | 7      |
| C. A. River Plate Argentina | 1.ª           | 2019          | 15    | 1     | 1      | 5                | 2                | 0                | 7                     | 0                     | 0                     | 27    | 3     | 1      |
| C. A. River Plate Argentina | Total club    | Total club    | 48    | 4     | 8      | 14               | 5                | 1                | 25                    | 1                     | 2                     | 87    | 10    | 11     |
| Bayer Leverkusen · Alemania | 1.ª           | 2020          | 3     | 0     | 0      | 2                | 0                | 0                | 2                     | 0                     | 0                     | 7     | 0     | 0      |
| Bayer Leverkusen · Alemania | 1.ª           | 2020-21       | 9     | 0     | 0      | 2                | 0                | 0                | 2                     | 0                     | 1                     | 13    | 0     | 1      |
| Bayer Leverkusen · Alemania | 1.ª           | 2021-22       | 23    | 2     | 2      | 2                | 0                | 0                | 7                     | 1                     | 0                     | 32    | 3     | 2      |
| Bayer Leverkusen · Alemania | 1.ª           | 2022-23       | 25    | 4     | 2      | 1                | 0                | 0                | 8                     | 1                     | 0                     | 34    | 5     | 2      |
| Bayer Leverkusen · Alemania | 1.ª           | 2023-24       | 24    | 4     | 4      | 3                | 2                | 0                | 9                     | 0                     | 1                     | 36    | 6     | 5      |
| Bayer Leverkusen · Alemania | 1.ª           | 2024-25       | 24    | 1     | 6      | 4                | 0                | 0                | 10                    | 0                     | 0                     | 38    | 1     | 6      |
| Bayer Leverkusen · Alemania | Total club    | Total club    | 102   | 11    | 14     | 14               | 2                | 0                | 38                    | 2                     | 2                     | 160   | 15    | 17     |
| Total carrera               | Total carrera | Total carrera | 156   | 15    | 22     | 28               | 7                | 1                | 63                    | 3                     | 4                     | 247   | 25    | 28     |

### Selección
- Actualizado hasta el 15 de octubre de 2024.

| Selección          | Año   | Amistoso | Amistoso | Amistoso | Mundial | Mundial | Mundial | Copa de Naciones/Copa América | Copa de Naciones/Copa América | Copa de Naciones/Copa América | Juegos Sudamericanos/Elim. | Juegos Sudamericanos/Elim. | Juegos Sudamericanos/Elim. | Finalissima | Finalissima | Finalissima | Total | Total | Total |
| Selección          | Año   | PJ       | G        | A        | PJ      | G       | A       | PJ                            | G                             | A                             | PJ                         | G                          | A                          | PJ          | G           | A           | PJ    | G     | A     |
| ------------------ | ----- | -------- | -------- | -------- | ------- | ------- | ------- | ----------------------------- | ----------------------------- | ----------------------------- | -------------------------- | -------------------------- | -------------------------- | ----------- | ----------- | ----------- | ----- | ----- | ----- |
| Sub-17 Argentina   | 2014  | —        | —        | —        | —       | —       | —       | 1                             | 0                             | 0                             | —                          | —                          | —                          | —           | —           | —           | 1     | 0     | 0     |
| Sub-17 Argentina   | 2015  | —        | —        | —        | 3       | 0       | 0       | —                             | —                             | —                             | 5                          | 1                          | 0                          | —           | —           | —           | 8     | 1     | 0     |
| Sub-17 Argentina   | Total | 0        | 0        | 0        | 3       | 0       | 0       | 1                             | 0                             | 0                             | 5                          | 1                          | 0                          | —           | —           | —           | 9     | 1     | 0     |
| Sub-20 Argentina   | 2017  | 2        | 2        | 0        | 3       | 0       | 1       | —                             | —                             | —                             | 7                          | 1                          | 0                          | —           | —           | —           | 12    | 3     | 1     |
| Sub-20 Argentina   | Total | 2        | 2        | 0        | 3       | 0       | 1       | 0                             | 0                             | 0                             | 7                          | 1                          | 0                          | —           | —           | —           | 12    | 3     | 1     |
| Absoluta Argentina | 2018  | 2        | 0        | 1        | —       | —       | —       | —                             | —                             | —                             | —                          | —                          | —                          | —           | —           | —           | 2     | 0     | 1     |
| Absoluta Argentina | 2019  | 2        | 0        | 1        | —       | —       | —       | —                             | —                             | —                             | —                          | —                          | —                          | —           | —           | —           | 2     | 0     | 1     |
| Absoluta Argentina | 2020  | —        | —        | —        | —       | —       | —       | —                             | —                             | —                             | 2                          | 0                          | 0                          | —           | —           | —           | 2     | 0     | 0     |
| Absoluta Argentina | 2021  | —        | —        | —        | —       | —       | —       | 4                             | 0                             | 0                             | 7                          | 0                          | 0                          | —           | —           | —           | 11    | 0     | 0     |
| Absoluta Argentina | 2022  | 1        | 0        | 0        | 3       | 0       | 0       | —                             | —                             | —                             | 1                          | 0                          | 0                          | 1           | 0           | 0           | 6     | 0     | 0     |
| Absoluta Argentina | 2023  | 2        | 0        | 1        | —       | —       | —       | —                             | —                             | —                             | 3                          | 0                          | 1                          | —           | —           | —           | 5     | 0     | 2     |
| Absoluta Argentina | 2024  | 1        | 0        | 0        | —       | —       | —       | 2                             | 0                             | 0                             | 1                          | 0                          | 1                          | —           | —           | —           | 4     | 0     | 1     |
| Absoluta Argentina | 2025  | 0        | 0        | 0        | 0       | 0       | 0       | 0                             | 0                             | 0                             | 2                          | 0                          | 0                          |             |             |             |       |       |       |
| Total              | 8     | 0        | 3        | 3        | 0       | 0       | 6       | 0                             | 0                             | 16                            | 0                          | 2                          | 1                          | 0           | 0           | 34          | 0     | 5     |       |
| Total              | Total | 10       | 2        | 3        | 9       | 0       | 1       | 7                             | 0                             | 0                             | 28                         | 2                          | 2                          | 1           | 0           | 0           | 55    | 4     | 6     |

## Palmarés

### Campeonatos nacionales
| Título                | Club                | País      | Año  |
| --------------------- | ------------------- | --------- | ---- |
| Copa Argentina        | C. A. River Plate   | Argentina | 2017 |
| Supercopa Argentina   | C. A. River Plate   | Argentina | 2017 |
| Copa Argentina        | C. A. River Plate   | Argentina | 2019 |
| Bundesliga            | Bayer 04 Leverkusen | Alemania  | 2024 |
| Copa de Alemania      | Bayer 04 Leverkusen | Alemania  | 2024 |
| Supercopa de Alemania | Bayer 04 Leverkusen | Alemania  | 2024 |

### Campeonatos internacionales
| Título                          | Equipo                 | Sede           | Año  |
| ------------------------------- | ---------------------- | -------------- | ---- |
| Copa América                    | Selección de Argentina | Brasil         | 2021 |
| Copa de Campeones Conmebol-UEFA | Selección de Argentina | Londres        | 2022 |
| Copa Mundial de Fútbol          | Selección de Argentina | Catar          | 2022 |
| Copa América                    | Selección de Argentina | Estados Unidos | 2024 |
|                                 |                        |                |      |
| Copa Libertadores               | C. A. River Plate      | Madrid         | 2018 |
| Recopa Sudamericana             | C. A. River Plate      | Buenos Aires   | 2019 |

### Distinciones individuales
| Distinción                          | Año  |
| ----------------------------------- | ---- |
| Miembro del Equipo Ideal de América | 2018 |
| Equipo ideal de la Copa Argentina   | 2019 |

## Vida personal
Exequiel Palacios nació en Famaillá, Provincia de Tucumán. Cuando tenía dos meses de vida su familia se mudó a General San Martín, Buenos Aires, por lo que una vez una tía materna declaró "mi sobrino es más porteño que tucumano". Es hijo de Mariela Rodríguez, oriunda de la zona rural de Sumampa, Santiago del Estero, y de Luis Palacios, oriundo de la Provincia de Tucumán. Su familia materna y él son devotos de la Virgen de Sumampa, a quien Exequiel le ofrendó sus botines después de haber sido parte del plantel que ganó la Copa América 2021.